# Swetlana Wjatscheslawowna Filippowa
Swetlana Wjatscheslawowna Filippowa (russisch Светлана Вячеславовна Филиппова; * 8. Juli 1990 in Moskau) ist eine russische Wasserspringerin. Sie startet beim Kunstspringen vom 3-m-Brett und beim 3-m-Synchronspringen an der Seite von Nadeschda Baschina und Anastassija Posdnjakowa.
Filippowa hat an den Olympischen Spielen 2008 in Peking teilgenommen und belegte im Kunstspringen vom 3-m-Brett Rang 19.
Ihre bislang größten sportlichen Erfolge feierte sie bei den Europameisterschaften 2010 in Budapest mit dem Gewinn der Bronzemedaille und bei den Europameisterschaften 2011 in Turin mit dem Gewinn der Silbermedaille jeweils im Synchronspringen vom 3-m-Brett.